# Gerald Nagler
Hans Gerald Nagler (10. prosince 1929 Vídeň – 23. července 2022 Stockholm) byl švédský podnikatel a bojovník za lidská práva.
Gerald Nagler byl synem rakouského židovského obchodníka Siegmunda Naglera. Rodina se v roce 1931 přestěhovala z Vídně do Stockholmu, kde vyrůstal a v roce 1948 maturoval. Pracoval ve velkoobchodní a dovozní firmě s přístroji a optickými přístroji, kterou založil jeho otec, a posléze ji převzal. V roce 1957 se stal generálním ředitelem společnosti Handels AB Urania Stockholm. Byl také důstojníkem v záloze.
V roce 1977 odjel na pozvání Mortona Narrowa do Sovětského svazu, aby navázal kontakty s Andrejem Sacharovem, Jelenou Bonnerovou, Naumem Meimanem (1912–2001), Alexandrem Lernerem (1913–2014) a dalšími ruskými disidenty. V roce 1982 založil Švédský helsinský výbor pro lidská práva a v letech 1992–2004 byl jeho předsedou. V roce 1984 Nagler spoluzaložil Mezinárodní helsinskou federaci pro lidská práva a v letech 1984–1992 byl jejím prvním generálním tajemníkem ve Vídni.
Byl čestným předsedou organizace Civil Rights Defenders.
Od roku 1957 až do své smrti byl Nagler ženatý s novinářkou Monikou Nagler Wittgensteinovou, s níž měl tři děti.